# Дідьє Рейндерс
Дідьє Рейндерс (фр. Didier Reynders; нар. 6 серпня 1958, Льєж, Бельгія) — бельгійський політичний діяч і член Реформаторського руху. Міністр фінансів (12 липня 1999 — 6 грудня 2011), заступник прем'єр-міністра (з 18 липня 2004), міністр закордонних справ (з 6 грудня 2011).

## Нагороди
- Орден «За заслуги» ІІ ступеня (Україна, 4 вересня 2023) — за вагомий особистий внесок у зміцнення міждержавного співробітництва, підтримку державного суверенітету та територіальної цілісності України, популяризацію Української держави у світі[4].